# 浄法寺山
浄法寺山（じょうほうじさん）は、福井県坂井市と吉田郡永平寺町および勝山市にまたがる山塊。
山名は山中にあった曹洞宗の寺院名と伝えられている。尾根のピークとして冠岳(838m) 、鷲ヶ岳(769.1m) がある。
浄法寺山および丈競山を含む地域は、多雪地である。

## 冠岳
浄法寺山の山腹は比較的急な斜面となっており、ロッククライミングの適地である。冠岳をへて浄法寺山山頂に通じる登山道が主に利用されている。近年、冠岳中腹まで林道が開通し浄法寺山青少年旅行村として整備されている。

## 鷲ヶ岳
九頭竜川からの山姿は三角錐で一見独立峰に見える。
浄法寺山の登山道一つであるがあまり整備されておらず、登山者も少ない。
太平記には伊知地山としての記述がある。また、南北朝時代の新田義貞の武将であった畑六郎左エ門時能が籠城した鷲ヶ岳城址が知られている。山頂には砦跡をしるす石碑が建っている。

## 自然
標高400 - 500mまではスギの植林が進められているが、上部ではコナラ、アカマツ、ミズナラ、ブナ林などが見られる。
ブナは山頂付近に広く分布しており、直径15 - 20cm、高さ10m前後の若樹が成長している。
オオカメノキ、マンサク、エゾユズリハ、ヒメモチなど植生が豊かである。
特に浄法寺山の標高850m付近の北斜面に直径20cm のナツツバキの高木群落がある。また、西限種としてタマアジサイが分布しており、植物地理学的にも貴重である。

## 周辺の山
- 丈競山
- 大佛寺山
- 大日山